# Cripta de Liechtenstein (Vranov)

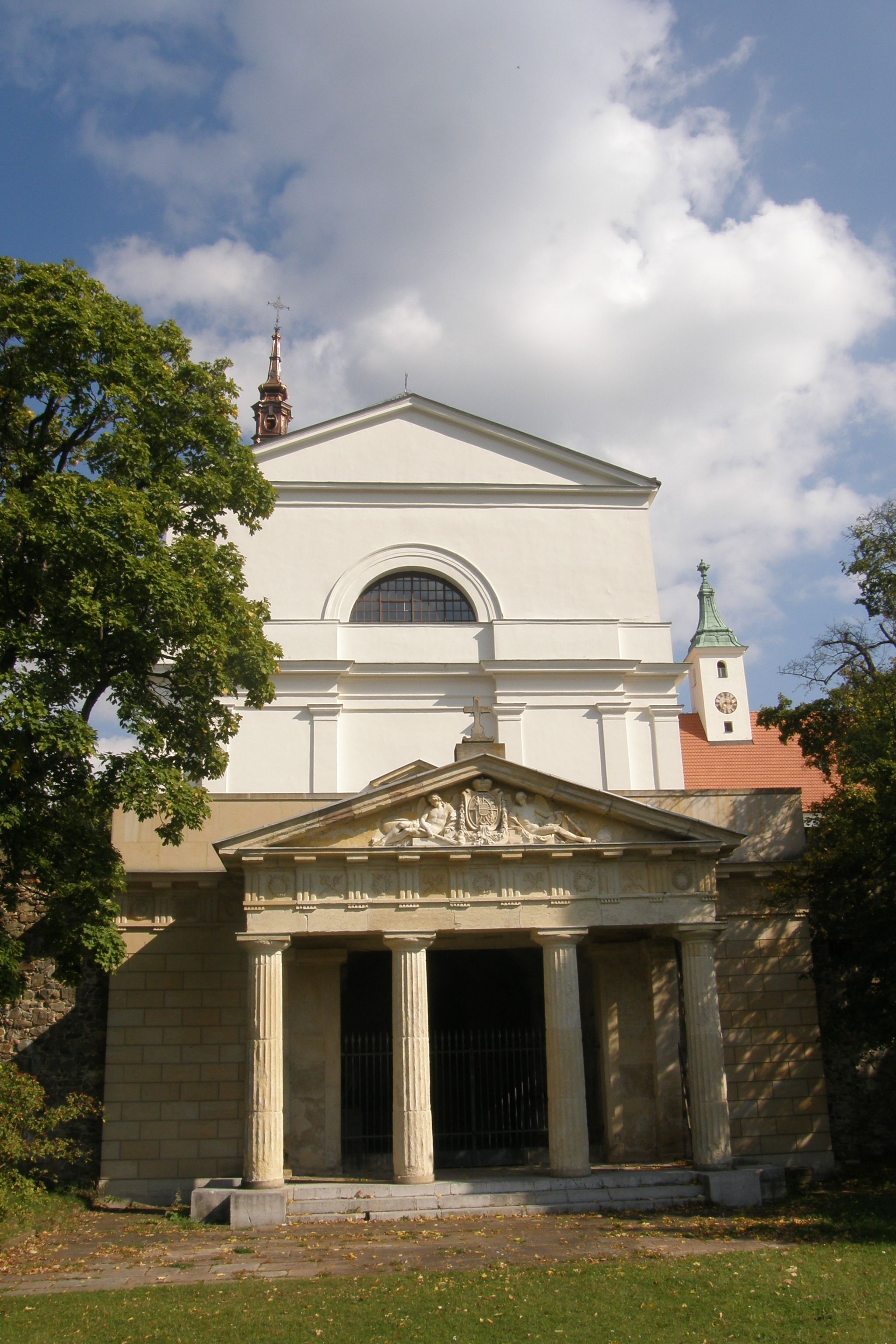
Acesso à Cripta de Liechtenstein

A Cripta de Liechtenstein em Vranov, Chéquia, está localizada sob a cripta da Igreja da Natividade da Virgem Maria e pertence ao Mosteiro dos Mínimos de Vranov. 14 príncipes reinantes da Casa de Liechtenstein e outros 48 membros da família principesca estão enterrados aqui.

## História
Maximiliano de Liechtenstein e sua esposa Catarina Schembera de Boskowitz e Černahora (em tcheco: Kateřina Černohorská z Boskovic) fundaram o mosteiro dos Mínimos com sua igreja de peregrinação de dimensões generosas em 1633. Desde então, a cripta serviu como local de sepultamento da nobre família. Carlos I, o primeiro príncipe de Liechtenstein, já estava enterrado aqui.
A cripta provou ser pequena demais para servir como túmulo familiar. A cripta no terraço abaixo da igreja de peregrinação foi construída em sua forma atual entre 1812 e 1815 no estilo Império. Desde então, o complexo é composto pela cripta "antiga" e pela "nova". O corredor de entrada é decorado com esculturas de Josef Klieber.
Em 1945/1946, os liechtensteinenses foram expropriados na Tchecoslováquia. A cripta em Vranov agora é administrada pela Igreja Católica Romana.
Em 1960, uma nova cripta principesca foi construída na Catedral de Vaduz, na qual o último príncipe falecido Francisco José II foi enterrado.
Embora a cripta não seja mais propriedade da família, o príncipe Hans-Adam II a reformou extensivamente de 2012 a 2015. A cripta principesca reformada em Vranov foi reaberta na presença do casal principesco em 4 de novembro de 2015.

## Enterros

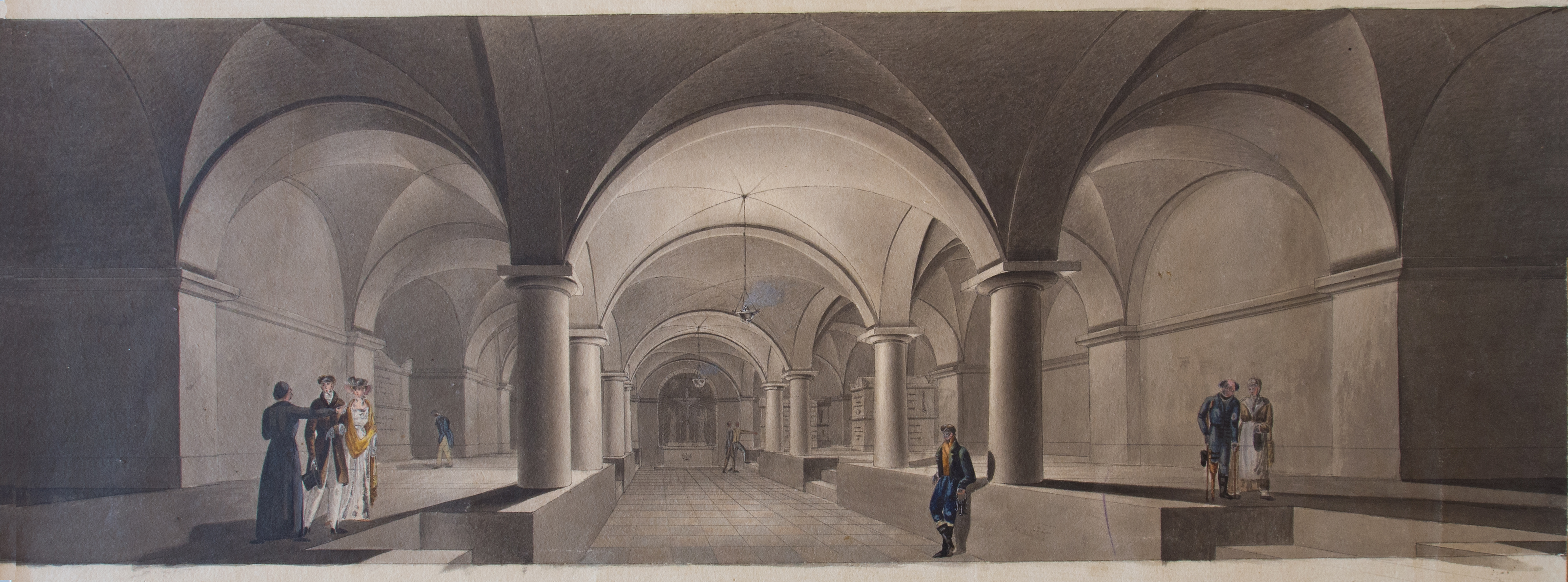
Vista interna da cripta de Liechtenstein de 1819

Todos os príncipes da Casa de Liechtenstein, exceto Francisco José II (1906–1989), estão enterrados aqui.
Os seguintes membros da Casa de Liechtenstein foram enterrados na cripta em Vranov:
Cripta Antiga:
1. Ana Maria de Boskowitz e Černahora (1575–1625), esposa do príncipe Carlos I
2. Carlos I, Príncipe de Liechtenstein (1569–1627)
3. Catarina Schembera de Boskowitz e Černahora († 1637), esposa do príncipe Maximiliano
4. Príncipe Maximiliano (1578–1643), irmão do príncipe Carlos I
5. Princesa Ana Maria (1648–1648), filha do príncipe Carlos Eusébio
6. Príncipe Francisco Dominico (1652–1652), filho do príncipe Carlos Eusébio
7. Príncipe Carlos José (1652–1652), filho do príncipe Carlos Eusébio
8. Príncipe Francisco Eusébio (1655–1655), filho do príncipe Carlos Eusébio
9. Princesa Cecília (1655–1655), filha do príncipe Carlos Eusébio
10. Joana Beatriz de Dietrichstein († 1676), esposa do príncipe Carlos Eusébio
11. Carlos Eusébio, príncipe de Liechtenstein (1611–1684)
12. Príncipe Francisco Antônio Dominico (1689–1711), filho de príncipe João Adão I
13. João Adão I, príncipe de Liechtenstein (1657–1712)
14. Gabriela de Liechtenstein (1692–1713), primeira esposa do príncipe José João Adão
15. Maria Ana de Thun-Hohenstein (1698–1716), segunda esposa do príncipe José João Adão
16. Antônio Floriano, príncipe de Liechtenstein (1656–1721)
17. José João Adão, príncipe de Liechtenstein (1690–1732)
18. Edmunda Maria Teresa de Dietrichstein (1652–1737), esposa de príncipe João Adão I
19. João Nepomuceno Carlos, príncipe de Liechtenstein (1724–1748)
20. Príncipe Emanuel (1700–1771), pai do príncipe Francisco José I
21. Josef Wenzel I., príncipe de Liechtenstein (1696–1772)
22. Francisco José I, príncipe de Liechtenstein (1726–1781)
23. Príncipe Filipe José (1762–1802), filho de príncipe João I
24. Aloísio I, príncipe de Liechtenstein (1759–1805)
25. Princesa Maria Clotilde (1805–1807), filha do príncipe Francisco José I
26. Princesa Maria Leopoldina (1793–1808), filha do príncipe João I

Cripta Nova:
1. João I, príncipe de Liechtenstein (1760–1836)
2. Josefa de Fürstenberg-Weitra (1776–1848), esposa do príncipe João I
3. Princesa Josefina (1844–1854), filha do príncipe Francisco de Paula
4. Aloísio II, príncipe de Liechtenstein (1796–1858)
5. Princesa Francisca (1841–1858), filha do príncipe Aloísio II
6. Princesa Melanie Sophie (1844–1858), filha do príncipe Eduardo Francisco Ludwig
7. Príncipe Eduardo Francisco Ludwig (1809–1864), filho do príncipe Francisco José I
8. Sofia Esterházy-Liechtenstein (1798–1869), Oberhofmeisterin e dama de companhia da imperatriz Isabel da Baviera, Imperatriz da Áustria
9. Honorata de Choloniewski (1813–1869), esposa do príncipe Eduardo Francisco Ludwig
10. Francisca Kinsky de Wchinitz e Tettau (1813–1881), esposa do príncipe Aloísio II
11. Príncipe Francisco de Paula (1802–1887), filho do príncipe Francisco José I
12. Princesa Júlia (1813–1895)
13. Príncipe Alfredo (1842–1907), filho do príncipe Francisco de Paula
14. Princesa Clara (1836–1909)
15. Príncipe Henrique (1853–1914), tio do príncipe Francisco José II
16. Príncipe Henrique (1877–1915), filho do príncipe João I
17. João II, príncipe de Liechtenstein (1840–1929)
18. Príncipe Francisco (1868–1929), sobrinho do príncipe João II
19. Princesa Henriqueta Maria Norberta (1843–1931), esposa do príncipe Alfredo
20. Francisco I, príncipe de Liechtenstein (1853–1938)
21. Princesa Maria Benedita de Liechtenstein (1913–1992), filha do príncipe Alfredo Romano, neta do príncipe Alfredo, último sepultamento